# Jakobus Wössner
Jakobus Wössner (* 8. Oktober 1921 in Süßen, Baden-Württemberg; † 8. Oktober 1975 in Linz, Oberösterreich)  war ein österreichischer Soziologe und katholischer Theologe deutscher Herkunft.
Nach seiner Ausbildung zum römisch-katholischen Priester wurde Wössner 1956 geweiht. Anschließend studierte er Nationalökonomie, Philosophie und Soziologie und promovierte 1961. Ein Jahr später folgte die Habilitation.
Von 1963 bis 1968 war er Privatdozent an der Universität Erlangen und ab 1966 zugleich Lehrbeauftragter an der Universität Bochum. Von 1968 bis zum Tod an seinem 54. Geburtstag war Wössner ordentlicher Professor der Soziologie und Leiter des Instituts für Sozialphilosophie und Allgemeine Soziologie an der Hochschule für Sozial- und Wirtschaftswissenschaften Linz (seit 1975 Johannes Kepler Universität Linz).
Wössner war Mitglied der Deutschen Gesellschaft für Soziologie und der Österreichischen Gesellschaft für Soziologie.

## Werke (Auswahl)
- Mensch und Gesellschaft. Duncker & Humblot, Berlin 1963.
- Sozialnatur und Sozialstruktur. Duncker & Humblot, Berlin 1965.
- Soziologie. Böhlau, Wien 1970.
- Religion im Umbruch. Enke, Stuttgart 1972.
- Was ist Soziologie? Verlag für Geschichte u. Politik, Wien 1973.